# ييبي كيير
ييبي كيير (بالدنماركية: Jeppe Kjær)‏ هو لاعب كرة قدم دنماركي في مركز الهجوم، ولد في 6 نوفمبر 1985 في روسكيلدا في الدنمارك. لعب مع نادي لينغبي.

## وصلات خارجية
- ييبي كيير على موقع قاعدة بيانات كرة القدم.إي يو (الإنجليزية)
- ييبي كيير على موقع Soccerway.com (الإنجليزية)